# Ferdinand Schürmann

Ferdinand Schürmann

Ferdinand Schürmann (* 26. Januar 1896 in Münster; † 29. September 1966 ebenda) war ein deutscher Politiker (NSDAP).

## Leben und Wirken
Nach dem Besuch der Volksschule in den Jahren 1902 bis 1910 durchlief Schürmann von 1910 bis 1913 eine Schlosserlehre bei gleichzeitigem Besuch einer gewerblichen Fortbildungsschule.
Im August 1914 meldete Schürmann sich als Kriegsfreiwilliger zur Teilnahme am Ersten Weltkrieg. Im Krieg wurde er zweimal verwundet und zum Vizefeldwebel befördert. Außerdem wurde er mit dem Eisernen Kreuz II. Klasse und dem Verwundetenabzeichen ausgezeichnet. Am 3. Oktober 1918 geriet Schürmann in britische Kriegsgefangenschaft, aus der er im Oktober 1919 heimkehrte.
Von 1919 bis 1933 verdiente Schürmann seinen Lebensunterhalt als Telgraphenarbeiter und als Handwerker beim Telegraphenbauamt in Münster. Politisch begann er sich in der NSDAP (Mitgliedsnummer 25.902) zu betätigen. Für diese wurde er im März 1933 Stadtverordneter in Münster und im Juni 1933 Vertreter des Bezirksleiters der Deutschen Arbeitsfront (DAF). Zudem wurde er im April 1934 Gaubetriebszellenobmann und Gauwalter der DAF.
Im Juli 1934 wurde Schürmann ehrenamtlicher Dezernent bei der Stadtverwaltung von Münster. Zwei Monate später, im September 1934, zog er im Nachrückverfahren für den ausgeschiedenen Abgeordneten Walter Nagel in den nationalsozialistischen Reichstag ein, dem er bis zum Ende der NS-Herrschaft im Frühjahr 1945 als Vertreter des Wahlkreises 17 (Westfalen-Nord) angehörte.
Seit dem 1. März 1935 gehörte Schürmann ferner dem Preußischen Provinzialrat an. Seit dem 30. Januar 1938 war er Träger des Goldenen Parteiabzeichens der NSDAP.